# 堅韋尼·鍾斯
堅韋尼·鍾斯（英語：Kenwyne Joel Jones，1984年10月5日—）是一名千里達職業足球員，擔任前鋒。

## 生平

### 球會
修咸頓
堅韋尼·鍾斯在千里達開始球員生涯，其後遠赴英格蘭及蘇格蘭到不同球會接受試訓。他在2004年試訓後以象徵費用加盟英冠球隊修咸頓。在修咸頓的首個球季，堅韋尼·鍾斯上陣機會不多。到了2004年12月，他被外借至英甲球隊錫周三，他上陣7場射入了7球，一個月後就被召回。之後，他曾在對利物浦及的比賽中上陣。
在2006至07球季，在季前對安德列治的熱身賽中連中三元，在季初對伯明翰城的聯賽中梅開二度令球隊以4-3取勝。在2006年12月26日跟水晶宮的聯賽，堅韋尼·鍾斯首次在比賽中被紅牌驅逐離場。在季末對修安聯的聯賽中梅開二度，令打球隊入英冠附加賽。但是，在對打比郡的半準決賽受傷，球隊也因而出局。堅韋尼·鍾斯以16個入球結束球季。
在2007年5月11日，修咸頓的教練佐治·貝利（George Burley）把堅韋尼·鍾斯跟前鋒杜奧巴比較。不久，就傳出新升班打比郡有意以550萬英鎊羅致堅韋尼·鍾斯。後來，堅韋尼·鍾斯提出離隊要求，並拒絕在對史篤城的聯賽上陣。
新特蘭
在2007年8月29日，堅韋尼·鍾斯以600萬鎊加千里達及托巴哥前鋒史頓·約翰（Stern John）的代價加盟新特蘭。9月1日，堅韋尼·鍾斯在0-1不敵曼聯的聯賽中首次為新特蘭上陣。9月15日，堅韋尼·鍾斯在對雷丁的聯賽中首次為新特蘭取得入球。
堅韋尼·鍾斯在新特蘭取得極大成功，不久更有傳聞指利物浦有意羅致。在首個球季，堅韋尼·鍾斯為新特蘭取得7個入球。車路士隊長泰利更稱讚堅韋尼·鍾斯為英超最強高空攻勢的球員。
在2008年6月1日堅韋尼·鍾斯在代表千里達及托巴哥國家隊友賽0-3不敵英格蘭國家隊跟門將踫撞，受傷缺席季前熱身賽及球季首數場賽事。直至10月26日才在新特蘭主場的「泰恩-威爾打吡」（Tyne Wear Derby）後備復出，受到主場球迷的熱烈歡迎。堅韋尼·鍾斯11月12日在聯賽盃對布力般流浪取得球季首個入球。在3日後再次對布力般流浪的聯賽取得球季首個聯賽入球。
在2009年1月，他受到了熱刺的青睞，甚至傳出熱刺有意以600萬鎊加羅致。但是，他最後決定跟新特蘭續約至2013年。
史篤城
2010年8月11日堅韋尼·鍾斯以破球會紀錄的800萬英鎊加盟史篤城，簽約四年。

### 國家隊
堅韋尼·鍾斯曾為千里達各級代表隊上陣。他在2003年1月29日在對芬蘭國家隊的友賽中首次為一隊上陣。他在2007年當選千里達足球先生。

## 榮譽
- 新特蘭年度最佳球員：2007-08[8]

## 外部連結
- 足球数据库：堅韋尼·鍾斯的球员统计数据
- 堅韋尼·鍾斯新特蘭官方球員介紹 （页面存档备份，存于）
- 堅韋尼·鍾斯國際賽紀錄 （页面存档备份，存于）